# 富山県道・石川県道29号高岡羽咋線
富山県道・石川県道29号高岡羽咋線（とやまけんどう・いしかわけんどう29ごう たかおかはくいせん）は、富山県高岡市と石川県羽咋市を結ぶ県道（主要地方道）である。

## 概要
起点は、高岡市西部。西へ進み、国吉大橋で小矢部川を渡り、能越自動車道をくぐり、山間部に入る。氷見市に入り、やや北に向きながら氷見市西部の山間部を通る。同市岩瀬で西に折れ、緩やかなカーブを登ると、石川県羽咋郡宝達志水町に入る。下石（さがりし）ダムの右岸を通り、その後、子浦川に沿って下り、宝達志水町役場前など子浦地区中心部を通る。羽咋市に入って砂丘を登り、高架でJR七尾線を渡ると、終点の新保交差点に至る。
全線で2車線化整備が完了し、冬期でも通行が可能である。

### 路線データ
- 起点：富山県高岡市北島（北島口交差点・国道8号交点）
- 終点：石川県羽咋市新保町上228番2地先（新保交差点・国道249号交点）

## 歴史
- 1960年（昭和35年）[1]4月23日：富山県部分、路線認定。
- 1960年（昭和35年）10月15日：石川県部分、路線認定。
- 1993年（平成5年）
  - 5月11日 - 建設省から、県道高岡羽咋線が高岡羽咋線として主要地方道に指定される[2]。
  - 10月29日 - 難所区間を迂回する赤毛トンネル（延長343m、車道幅片側3.5m、両側に75cmの歩道あり。1991年（平成3年）9月着工）が開通[3]。
- 1995年（平成7年）8月29日 - 国吉大橋を含めた高岡市北島 - 答野島間のバイパス（延長2.23 km、幅員15.5 m、歩道幅員各3 m、1988年から整備[4]）が開通[5]。
- 2024年（令和6年）1月1日 - 能登半島地震が発生。宝達志水町内で通行不能となった[6]。

## 路線状況

### 重複区間
- 富山県道32号小矢部伏木港線（富山県高岡市国吉・手洗野(南)交差点 - 富山県高岡市柴野・柴野交差点）
- 富山県道・石川県道76号氷見惣領志雄線（富山県氷見市岩瀬 - 石川県羽咋郡宝達志水町萩市・子浦交差点）

## 地理

### 通過する自治体
- 富山県
  - 高岡市
  - 氷見市
- 石川県
  - 羽咋郡宝達志水町
  - 羽咋市

### 交差する道路
- 国道8号（富山県高岡市北島・北島口交差点、起点）
- 富山県道32号小矢部伏木港線（高岡市国吉・手洗野(南)交差点）
- 富山県道32号小矢部伏木港線（高岡市柴野・柴野交差点）
- 富山県道296号仏生寺太田線（氷見市吉池）
- 富山県道362号桑ノ院赤毛線（氷見市赤毛）
- 富山県道76号氷見惣領志雄線（氷見市岩瀬）
- 石川県道305号所司原神子原線（石川県羽咋郡宝達志水町所司原）
- 石川県道300号氷見志雄線（宝達志水町散田）
- 羽咋広域農道（宝達志水町散田・散田交差点）
- 国道159号（宝達志水町萩市・子浦交差点）
- 国道249号（羽咋市新保町・新保交差点、終点）

### 主要橋梁
- 国吉大橋（小矢部川に架橋。延長220 m、幅員12.5 m〔うち歩道の幅員は各2.5 m〕）[4]

### 沿線にある施設など
- 子浦川
- 所司原キャンプ場
- 下石ダム
- 新宮温泉
- 散田金谷古墳（国指定史跡）
  - 志乎・桜の里古墳公園
  - 古墳の湯（日帰り入浴施設、2025年3月末で営業終了[7][注釈 1]）
- 志雄運動公園
- 宝達志水町役場 志雄庁舎
- 宝達志水町立志雄小学校
- 町立宝達志水病院
- JR七尾線 南羽咋駅